# Николай Тодоров (историк)
Вижте пояснителната страница за други личности с името Николай Тодоров.
Николай Тодоров Тодоров е български академик, учен историк-балканист с международно признание, политик и дипломат. Държавен глава на България от 17 юли до 1 август 1990 г.
Приема се за основоположник на балканистиката като самостоятелно направление в българската историческата наука. Автор е на над 400 научни публикации. Негови монографии са публикувани в редица страни по света. Женен, с 3 деца.

## Биография

### Ранни години
Николай Тодоров е роден в гр. Варна на 21 юни 1921 г. Завършва Варненската класическа гимназия през 1940 г. и СУ „Св. Климент Охридски“ – по медицина (1947) и история (1950). Участвал е в антифашистката съпротива (1941 – 1944) – политзатворник със смъртна присъда, заменена поради малолетност на доживотен затвор.

### Научна дейност
- преподавател в Софийския университет – въвежда курс по история на балканските народи (1957)
- ръководител на секция „История на балканските народи“ на Института по история (1962)
- основател и директор на Института по балканистика при БАН (1964 – 1989)
- основател и директор на Института за външна политика към МВнР (1969 – 1974)
- директор на Единния център за наука и подготовка на кадри по история при БАН (1972 – 1978)
- председател на Дружество за разпространение на научни знания „Георги Кирков“ (1974 – 1978)
- заместник-председател на БАН (1983 – 1988)

Автор на над 400 доклади, статии, студии, изследвания, монографии, публикувани в България и в чужбина. Съставител и главен редактор на множество научни сборници, както и основател и главен редактор на редица периодични списания и поредици като „Балканистика“, „Балкани“, „Etudes balkaniques“, „Studia Balcanica“ и др. Един от главните редактори на Многотомната история на България; отговорен редактор, съставител и автор на том 5.

### Научни степени и звания
- научен сътрудник по история (1950)
- кандидат на историческите науки (1957)
- старши научен сътрудник (1960)
- доцент в СУ „Св. Климент Охридски“ (1962)
- професор в СУ „Св. Климент Охридски“ (1966)
- доктор на историческите науки (1971)
- член-кореспондент на БАН (1974)
- академик на БАН (1979)

### Международна дейност
- член на Изпълнителния съвет на ЮНЕСКО (1972 – 1976)
- председател на 23-та генерална конференция на ЮНЕСКО
- главен редактор на многотомната „История на световната цивилизация“, официално издание на ЮНЕСКО (1985)
- кандидат за генерален директор на ЮНЕСКО (1987)
- заместник-председател и председател на Международната асоциация за изследвания в Югоизточна Европа (1974 – 1979)
- генерален секретар и президент на Международния център за балканска документация и архивистика CIBAL (1976)
- член на Френското дружество по историческа демография на Международната комисия по проучване на градовете

### Политическа дейност
- посланик на България в Гърция (1978 – 1983)

Като учен с позиции в йерархията на Българската комунистическа партия, Николай Тодоров участва в изготвянето, но в крайна сметка не подкрепя активно нейната позиция за Възродителния процес. Участва в комисия, начело с Александър Лилов, която през 1982 г. не препоръчва масовото принудително преименуване на българските турци като политически нецелесъобразно. В края на 80-те се изказва критично за използването на историческата наука като политически инструмент, оправдаващ Възродителния процес.
- председател на VII велико народно събрание (1990 – 1991)

## Подбрана библиография
- Положението на българския народ под турско робство. Документи и материали. С., 1953.
- Зараждане на капиталистическите отношения в текстилното производство в България през първата половина на ХIХ в. М., 1957.
- За демографското състояние на Балканския полуостров през ХV–ХVI в. С., 1960.
- Българо-гръцките отношения през ХVIII в., отразени в Паисиевата история. С., 1962.
- Филики Етерия и българите. София, 1965.
- Турски извори за българската история. Серия ХV–ХVI в. Т. 2. С., 1966 (в съавт. с Б. Недков).
- Миналото на България. С., 1969 (в съавт. с В. Мутафчиева), трудът е издаден на руски, английски, немски и френски език.
- Българи – участници в борбите за освобождението на Гърция 1821 – 1828. С., 1971 (в съавт. с В. Трайков).
- Балканският град ХV–ХIХ век. Социално-икономическо и демографско изследване. С., 1972 (трудът е преведен на руски, френски, английски, гръцки и турски език).
- Кратка история на България. С., 1973 (трудът е издаден на руски, английски, немски, френски, гръцки, турски, арабски език).
- Турски извори за българската история. Т. 6. Наследствени описи и протоколи от кадийските регистри на София ХVII–ХIХ в. С., 1977 (в съавт. с М. Калицин).
- La ville balkanique sous les Ottomans (XV–XIX s.). London, 1977.
- Балканските измерения на гръцкото въстание от 1821 г. Приносът на българите. С., 1984 (трудът е издаден първо на гръцки език в Атина през 1982 г.).
- Situation demographique de la Peninsule Balkanique (fin du XV-e s. – debut du XVI-e s.). Sofia, 1988 (в съавт. с А. Велков).
- Археологически данни по спора за гроба на Васил Левски в църквата „Св. Петка Самарджийска“. Документи и становища. С., 1988.
- Седмото велико народно събрание зад кадър. С., 1993.
- Посланикът – историк. Свидетелство за българо-гръцките отношения през 80-те години. С., 1996 (трудът е издаден и на английски език в Ню Йорк, САЩ, през 1999 г.).
- Society, the City and Industry in the Balkans, XV–XIX centuries. Variorum, London, 1998.
- Дневник (1966 – 1998). т. І и ІІ., изд. „Изток-Запад“, София, 2007.[3]

## Отличия
- Лауреат на Димитровска награда за наука (1977)
- Академична палма на Франция, офицер и командор – 2 пъти (1978 и 1985)
- Член на Академията на науките на СССР (1982)
- Член на Гръцката академия на науките (1983)
- Златен медал на ЮНЕСКО (1987)
- Почетен доктор на Атинския университет (1987)
- Президентска награда на Италия в областта на културата (1992)
- Член на Руската академия на науките (1994)
- Орден Стара планина, I степен (2002)